# Vieux Maître
 (mars 2015).
Si vous disposez d'ouvrages ou d'articles de référence ou si vous connaissez des sites web de qualité traitant du thème abordé ici, merci de compléter l'article en donnant les références utiles à sa vérifiabilité et en les liant à la section « Notes et références ».

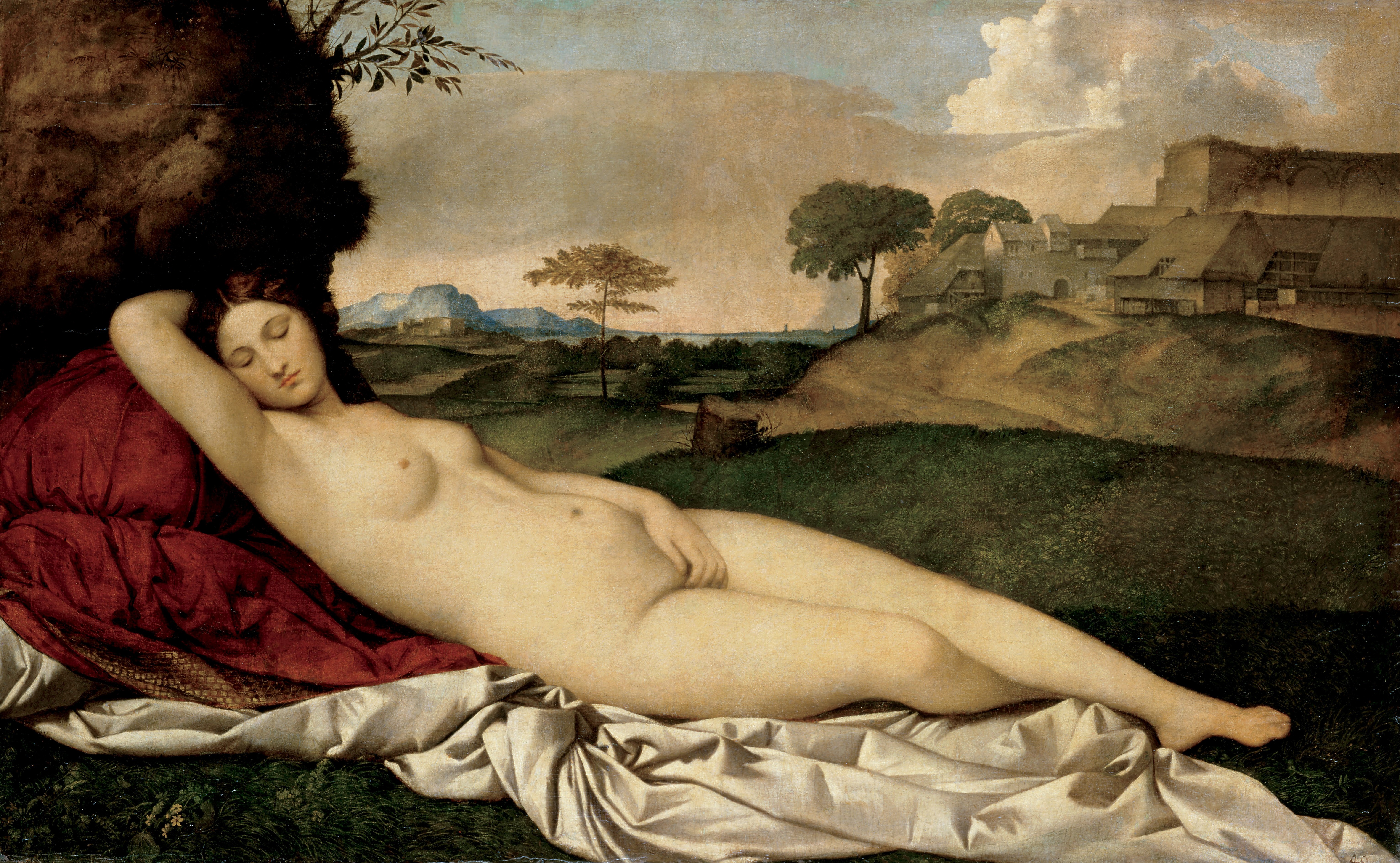
Vénus endormie, de Giorgione (vers 1510), Dresde, Gemäldegalerie Alte Meister.

Un « vieux maître » est un peintre de qualité importante qui a travaillé en Europe avant le XVIIIe siècle. L'expression désigne également un tableau de l'un de ces peintres. Il existe aussi des vieux maîtres de l'estampe, équivalents pour l'art de l'estampe de la même époque, ainsi que les vieux maîtres du dessin.
En théorie, un vieux maître est censé être un artiste qui était complètement formé, un maître de sa guilde d'artistes, et qui travaillait indépendamment. Mais en pratique, les peintures considérées comme étant produites par des élèves ou des ateliers étaient incluses dans cette appellation. Ainsi, au-delà d'un certain niveau de compétence, la date — plutôt que la qualité — est le principal critère d'admission de ce terme.

## Période concernée
Aux XVIIIe et XIXe siècles, le terme a souvent concerné une époque ayant eu comme date de début 1450 ou 1470, les peintures antérieures étant considérées comme « primitives ». Mais cette distinction s'est perdue.
L’Oxford English Dictionary original du début du XXe siècle définit le terme comme « un « maître » qui a vécu avant la période définie comme « moderne », principalement attribué aux peintres du XIIIe siècle au XVIe ou XVIIe siècle. » La première citation donnée provient d'une encyclopédie populaire de 1840 : « car un peintre d'animal, Edwin Landseer, surpasse de loin n'importe lequel des Vieux Maîtres. »
Il y a des termes comparables en néerlandais, en français et en allemand. Les Néerlandais pourraient avoir été les premiers à utiliser réellement le terme, dans le XVIIIe siècle, et désignait principalement l'Âge d'or de la peinture néerlandaise du siècle antérieur. L'ouvrage Les Maîtres d'autrefois d'Eugène Fromentin (1876) pourrait avoir aidé à populariser le concept, bien que « vieux maître » est également utilisé en français. La célèbre collection de la Gemäldegalerie Alte Meister de Dresde est l'un des quelques musées qui inclut le terme dans son propre nom actuel — « Alte Meister » —, bien que beaucoup d'autres l'utilisent pour le nom de leurs départements ou sections. La collection de Dresde s'arrête à la période baroque.
La date de fin est nécessairement vague — Francisco de Goya (1746-1828) est unanimement considéré comme un Vieux Maître, et il continuait à peintre et à graver à sa mort. Mais par exemple, le terme peut aussi être utilisé, bien qu'il ne l'est généralement pas, pour John Constable (1776-1837) ou Eugène Delacroix (1798–1868).
Le terme tend à être évité par les historiens de l'art car étant trop vague, en particulier lors d'évaluations de peintures. Cependant, les termes Vieux Maîtres de l'estampe, équivalents pour l'art de l'estampe de la même époque, ainsi que les Vieux Maîtres du Dessin, idem, sont encore utilisés. Le terme est toujours régulièrement utilisé dans le marché de l'art ; les sociétés de vente aux enchères continuent de diviser leurs ventes entre, par exemple « Peintures des Vieux Maîtres », « Peintures du dix-neuvième siècle » et « Peintures modernes »[réf. nécessaire]. Christie's définit le terme ainsi : « entre le XIVe siècle et le début du XVIIIe siècle[réf. nécessaire], ».

## Artistes anonymes
Les artistes, le plus souvent des périodes les plus primitives, dont la main a été identifiée par les historiens de l'art mais pas identifiés formellement, se voient souvent attribuer un nom de convention par ceux-ci tels que Maître E. S. (à partir de son monogramme), le maître de Flémalle (à partir du lieu original de son œuvre, bien que finalement identifié comme Robert Campin), le Maître viennois de Marie de Bourgogne (à partir du livre d'heures de Marie de Bourgogne), le Maître de Latin 757 (en) (à partir d'une enluminure qu'il a faite), le Maître du Diptyque de Brunswick (en) (à partir du diptyque éponyme) et le Maître de Schloss Lichtenstein (en) (à partir du château de Lichtenstein).

## Liste non exhaustive des vieux maîtres les plus importants
Une liste exhaustive est impossible à établir. Il s'agit ici de fournir une liste représentative pour chacune des périodes. 

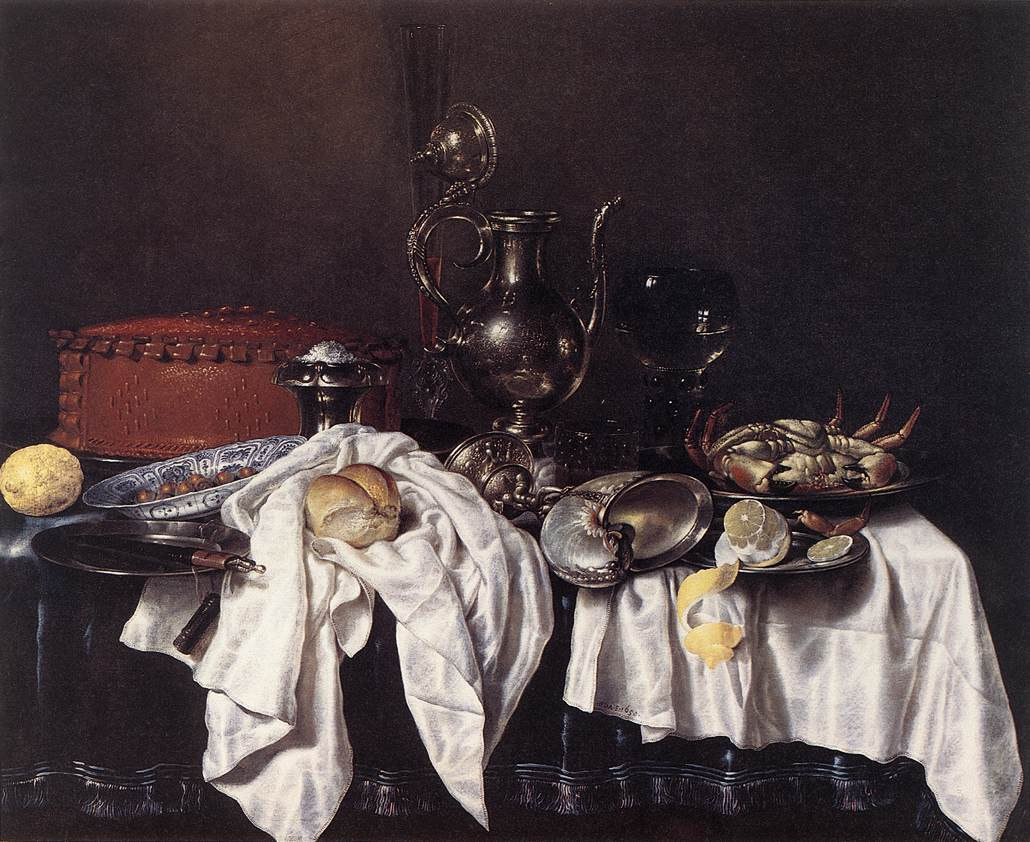
Nature morte avec tarte, aiguière d'argent et crabe de Willem Claeszoon Heda (1658), huile sur toile, Frans Hals Museum, Haarlem, Pays-Bas.

### Gothique, gothique international, proto-gothique
- Cimabue (italien, 1240-1302), fresques dans la basilique Saint-François d'Assise
- Duccio di Buoninsegna (italien, 1255-1318), peintre siennois primitif
- Giotto di Bondone (italien, 1267-1337), première peintre de fresques de la Renaissance
- Simone Martini (italien, 1285-1344), peintre gothique de l'école siennoise, élève de Giotto et Duccio
- Jean Pucelle (français, 1290-1334), enlumineur, miniaturiste
- Ambrogio Lorenzetti (italien, fl. 1319-1348), peintre gothique de l'école siennoise
- Pietro Lorenzetti (italien, fl. 1320-1345), peintre de l'école siennoise, influencé par Giotto
- Lorenzo Monaco (italien, 1370-1425), siennois, de style gothique international
- Masolino da Panicale (italien, 1383-1440), peintre formé en tant qu'orfèvre
- Frères de Limbourg (flamands, 1390-1416), enlumineurs de manuscrits de Jean Ier de Berry
- Pisanello (italien, 1394-1455), peintre italien de style gothique international, et médailliste
- Sassetta (italien, 1395-1450), peintre siennois de style gothique international
- Jean Fouquet (français, 1420-1481), peintre ayant amené l'art de la Renaissance en France

### Renaissance primitive
- Gentile da Fabriano (italien, 1370-1427), peintre influant du style gothique international
- Filippo Brunelleschi (italien, 1377-1446), architecte ayant réalisé le dôme de la cathédrale de Florence
- Lorenzo Ghiberti (italien, 1378-1455), sculpteur de Florence spécialisé dans les styles gothique international et classique
- Donatello (italien, 1386-1466), sculpteur important de la Renaissance primitive
- Paolo Uccello (italien, 1397-1475), peintre spécialisé dans l'utilisation schématique de la perspective
- Fra Angelico (italien, 1400-1455), peintre religieux célèbre pour sa Pala di San Marco
- Masaccio (italien, 1401-1428), peintre primitif important de Florence
- Leon Battista Alberti (italien, 1404-1472), architecte de Gênes
- Andrea del Castagno (italien, 1410-1457)
- Piero della Francesca (italien, 1415-1492), peintre de la Renaissance italienne, pionnier de la perspective linéaire
- Benozzo Gozzoli (italien, 1420-1497)
- Alesso Baldovinetti (italien, 1425-1499)
- Vincenzo Foppa (italien, 1425-1515)
- Antonello da Messina (italien, 1430-1479), peintre sicilien, pionnier de la peinture à l'huile
- Cosimo Tura (italien, 1430-1495)
- Andrea Mantegna (italien, 1431-1506), peintre de la Renaissance, maître de la perspective et du détail
- Antonio Pollaiuolo (italien, 1431-1498)
- Francesco del Cossa (italien, 1435-1477)
- Andrea del Verrocchio (italien, 1435-1488)
- Melozzo da Forli (italien, 1438-1494)
- Luca Signorelli (italien, 1441-1523)
- Donato Bramante (italien, 1444-1514), architecte de la haute Renaissance
- Le Pérugin (italien, 1445-1523)
- Sandro Botticelli (italien, 1445-1510), maître florentin de la Renaissance
- Domenico Ghirlandaio (italien, 1449-1494), peintre de fresque florentin très prolifique

### Haute Renaissance
- Francesco Francia (italien, 1450-1517)
- Léonard de Vinci (italien, 1452-1519), grand dessinateur et peintre à l'huile de la Renaissance
- Cima da Conegliano (italien, 1459-1517)
- Lorenzo Costa (italien, 1460-1535)
- Piero di Cosimo (italien, 1462-1521)
- Pellegrino da San Daniele (italien, 1467-1547)
- Fra Bartolomeo (italien, 1472-1517)
- Mariotto Albertinelli (italien, 1474-1515)
- Michel-Ange (italien, 1475-1564), grand sculpteur de la Renaissance
- Bernardino Luini (italien, 1475-1532)
- Marcantonio Raimondi (italien, 1475-1534)
- Il Garofalo (italien, 1481-1559)
- Raphaël (italien, 1483-1520), grand peintre de la Renaissance
- Ridolfo Ghirlandaio (italien, 1483-1561)
- Andrea del Sarto (italien; 1486-1531)
- Le Corrège (italien, 1490-1534), peintre parmesan connu pour ses fresques illusionnistes et ses retables peints à l'huile
- Jules Romain (italien, 1492-1546)

### Peinture vénitienne de la Renaissance
- Domenico Veneziano (italien, 1400-1461)
- Jacopo Bellini (italien, 1400-1470)
- Gentile Bellini (italien, 1429-1507), notable pour ses scènes historiques de Venise et les portraits de ses doges
- Giovanni Bellini (italien, 1430-1516), pionnier de l'huile sur toile lumineuse
- Bartolomeo Vivarini (italien, 1432-1499)
- Carlo Crivelli (italien, 1435-1495)
- Alvise Vivarini (italien, 1445-1503)
- Vittore Carpaccio (italien, 1455-1526)
- Giorgione (italien, 1477-1510), pionnier de l'école vénitienne de peinture
- Titien (italien, vers 1477-1576), grand représentant de la peinture colorée
- Palma le Vieux (italien, 1480-1528)
- Lorenzo Lotto (italien, 1480-1556)
- Sebastiano del Piombo (italien, 1485-1547)
- Jacopo Sansovino (italien, 1486-1570)
- Jacopo Bassano (italien, 1515-1592), peintre maniériste notable pour ses portraits et sa peinture de genre religieuse
- Le Tintoret (italien, 1518-1594), grand peintre d'œuvres religieuses monumentales
- Paul Véronèse (italien, vers 1528-1588), grand représentant de la peinture colorée

### École siennoise
- Giovanni di Paolo (italien, 1403-1482)
- Matteo di Giovanni (italien, 1430-1495)
- Francesco di Giorgio Martini (italien, 1439-1502)
- Le Sodoma (italien, 1477-1549)
- Giovanni Antonio Bazzi (italien, 1477-1548)
- Baldassarre Peruzzi (italien, 1481-1537)
- Domenico Beccafumi (italien, 1486-1551)

### Renaissance nordique

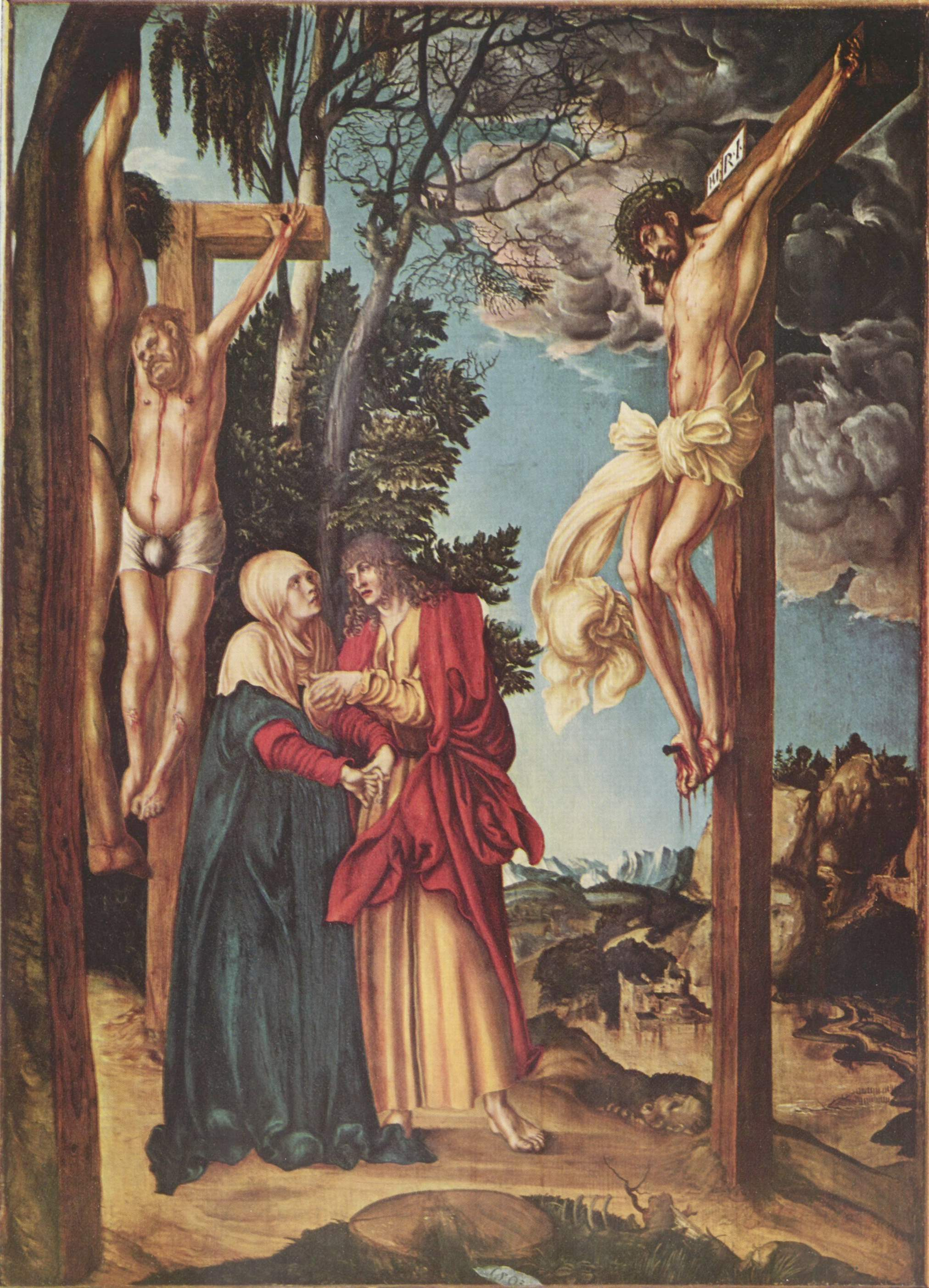
La Crucifixion du Christ de Lucas Cranach l'Ancien (1503).

- Robert Campin (flamand, 1375-1444), notable pour avoir peint le Triptyque de Mérode
- Jan van Eyck (1395-1441), pionnier de la peinture à l'huile
- Hans Multscher (allemand, 1400-1467)
- Stefan Lochner (allemand, 1400-1451), représentant de l'école de Cologne
- Konrad Witz (suisse, 1400-1447)
- Rogier van der Weyden (flamand, 1400-1464), important peintre de panneaux religieux
- Petrus Christus (flamand, 1410-1472)
- Dirk Bouts (néerlandais, 1420-1475)
- Simon Marmion (français, 1420-1489)
- Maître Francke (allemand, fl.1424-1435)
- Hans Pleydenwurff (allemand, 1429-1472)
- Hans Memling (allemand-flamand, 1430-1494), école de Bruges
- Martin Schongauer (allemand, 1430-1491)
- Lucas Moser (allemand, fl. 1431-1440)
- Michael Wolgemut (allemand, 1434-1519)
- Michael Pacher (autrichien 1435-1498)
- Hugo van der Goes (flamand, 1440-1483)
- Rueland Frueauf l'Ancien (allemand, 1440-1507)
- Veit Stoss (allemand, 1447-1533)
- Hieronymus Bosch (néerlandais, 1450-1516)
- Nicolas Froment (français, fl.1450-90)
- Gérard David (flamand, 1450-1523)
- Geertgen tot Sint Jans (néerlandais, 1460-1490)
- Hans Holbein l'Ancien (allemand, 1460-1524)
- Quentin Massys (flamand, 1466-1530)
- Jan Mabuse (flamand, 1470-1533)
- Matthias Grunewald (allemand, 1470-1528), notable pour ses peintures religieuses d'un expressionnisme intense
- Albrecht Dürer (allemand, 1471-1528), le plus important graveur de la Renaissance du nord
- Lucas Cranach l'Ancien (allemand, 1472-1553)
- Hans Burgkmair (allemand, 1473-1531)
- Jean Clouet (français, 1475-1547)
- Jörg Breu l'Ancien (allemand, 1475-1537)
- Albrecht Altdorfer (allemand, 1480-1538), école du Danube
- Maitre de Moulins (français, fl.1480)
- Maître du Livre de Raison (allemand, fl.1480-1490), l'un des plus importants maîtres anonymes
- Leonhard Beck (allemand, 1480-1542)
- Hans Baldung Grien (allemand, 1484-1545)
- Joachim Patenier (flamand, 1485-1524), pionnier de la peinture de paysage dans la Renaissance néerlandaise
- Jean Duvet (1485-1561)
- Joos van Cleve (flamand, 1485-1540)
- Bernard van Orley (flamand, 1488-1541)
- Hans Springinklee (allemand, 1490-1540)
- Wolf Huber (allemand, 1490-1553)
- Lucas van Leyden (néerlandais, 1494-1533)
- Jan van Scorel (néerlandais, 1495-1562)
- Hans Holbein le Jeune (allemand, 1497-1543), l'un des plus importants portraitistes
- Georg Pencz (allemand, 1500-1550)
- Sebald Beham (allemand, 1500-1550)
- Barthel Beham (allemand, 1502-1540)
- Lucas Cranach le Jeune (allemand, 1515-1586)
- Pieter Brueghel l'Ancien (flamand, c.1525-1569), l'un des plus importants peintres néerlandais
- Egidius Sadeler (flamand, 1570-1629)

### Peinture espagnole
- Bartolomé Bermejo (1440-1500)
- Alonso Berruguete (1488–1561)
- Luis de Morales (1512-1586)
- Alonso Sánchez Coello (1531?-1588)
- El Greco (1541?-1614)
- Juan Bautista Maíno (1569-1649)
- José de Ribera (1591-1652)
- Francisco de Zurbarán (1598–1664)
- Diego Velázquez (1599-1660)
- Alonso Cano (1601-1667)
- Juan Bautista Martínez del Mazo (1605-1667)
- Juan Carreño de Miranda (1614-1685)
- Bartolomé Esteban Murillo (1617?-1682)
- Francisco Bayeu (1734-1795)
- Francisco de Goya (1746-1828)

### Maniéristes
- Dosso Dossi (italien, 1479-1542)
- Domenico Campagnola (italien, 1484-1540)
- Alfonso Lombardi (italien, 1487-1537)
- Baccio Bandinelli (italien, 1493-1560)
- Pontormo (italien, 1494-1556), peintre florentin de fresques
- Rosso Fiorentino (italien, 1494-1540)
- Maarten van Heemskerck (néerlandais, 1498-1574)
- Alessandro Bonvicino (italien, 1498-1555)
- Giulio Clovio (italien d'origine croate, 1498-1578)
- Niccolo Tribolo (italien, 1500-1550)
- Benvenuto Cellini (italien, 1500-1571)
- Parmigianino (italien, 1503-1540), peintre et graveur parmesan
- Bronzino (italien, 1503-1572)
- Jakob Seisenegger (néerlandais, 1505-1567)
- Pieter Aertsen (néerlandais, 1508-1575)
- Francois Clouet (français 1510-1572)
- Giorgio Vasari (italien, 1511-1575), surtout connu pour son livre Les Vies des meilleurs peintres, sculpteurs et architectes
- Antonio Moro (néerlandais, 1519-1576)
- Giovanni Battista Moroni (italien, 1525-1578)
- Federico Barocci (italien, 1526-1612)
- Giuseppe Arcimboldo (italien, 1527-1593), célèbre pour ses portraits maniéristes à base de fruits et légumes
- Giambologna (italien, 1529-1608), sculpteur maniériste très influent
- Denis Calvaert (flamand, 1540-1619)
- Scipione Pulzone (italien, 1542-1598)
- Bartholomeus Spranger (flamand, 1546-1611)
- Karel van Mander (flamand, 1548-1606)
- Giovanni Pietro de Pomis (en) (italien, 1565?-1633), connu pour ses œuvres de style maniériste tardif à Graz, en Autriche
- Abraham Bloemaert (néerlandais, 1566-1651)
- Joachim Wtewael (néerlandais, 1566-1638)
- Adam Elsheimer (allemand, 1578-1610), peintre de paysage et d'histoire ayant influencé Rubens

### Peinture baroque
- Jacopo Chimenti (italien, 1554-1640)
- Giovanni Battista Paggi (italien, 1554-1627)
- Antonio Tempesta (italien, 1555-1630)
- Lodovico Carracci (italien, 1555-1619)
- Bartolomeo Cesi (italien, 1556-1629)
- Alessandro Maganza (italien, 1556-1640)
- Bernardo Castello (italien, 1557-1629)
- Agostino Carracci (italien, 1557-1602)
- Lodovico Cigoli (italien, 1559-1613)
- Enea Salmeggia (italien, 1559-1626)
- Bartolomeo Carducci (italien, 1560-1610)
- Annibale Carracci (italien, 1560-1609), l'un des peintres italiens les plus importants, notable pour ses galeries
- Orazio Gentileschi (italien, 1563-1639)
- Hans Rottenhammer (allemand, 1564-1625)
- Pieter Bruegel le Jeune (flamand, 1564-1636)
- Francisco Pacheco (espagnol, 1564-1654)
- Francisco Ribalta (espagnol, 1565-1628)
- Juan de Jáuregui (espagnol, 1566-1641)
- Jan Brueghel l'Ancien (flamand, 1568-1625)
- Juan Martínez Montañés (espagnol, 1568-1649)
- Le Caravage (italien, 1573-1610), l'un des peintres les plus importants et influents de l'histoire
- Guido Reni (italien, 1575-1642)
- Pierre Paul Rubens (flamand, 1577-1640), l'un des peintres les plus importants et influents de l'histoire
- Adam Elsheimer (allemand, 1578-1610)
- Bernardo Strozzi (italien, 1581-1644)
- Jean de Beaugrand (français, 1584-1640)
- Johann Liss (allemand, 1590-1631)
- Le Guerchin (italien, 1591-1666)
- Artemisia Gentileschi (italien, 1592-1656)
- Georges de La Tour (français, 1593-1652), caravagesque français
- Jacob Jordaens (flamand, 1593-1678)
- Louis Le Nain (français, 1593-1648)
- Nicolas Poussin (français, 1594-1665), l'un des peintres académistes classiques les plus importants
- Pietro da Cortona (italien, 1596-1669), peintre de fresque du haut baroque
- Francisco de Zurbarán (espagnol, 1598-1664), maître du clair-obscur dans la peinture religieuse et les natures mortes
- Gianlorenzo Bernini (italien, 1598-1680), très influent sculpteur et architecte de la Contre-Réforme
- Antoine Le Nain (français, 1599-1648)
- Antoine van Dyck (flamand, 1599-1641), important portraitiste, élève de Rubens
- Diego Velázquez (espagnol, 1599-1660), « peintre des peintres »
- Claude Lorrain (français, 1600-1682), paysagiste classique
- Alonso Cano (espagnol, 1601-1667)
- Jan Brueghel le Jeune (flamand, 1601-1678)
- Mathieu Le Nain (français, 1607-1677)
- Giovanni Benedetto Castiglione (italien, 1609-1664), peintre de Gênes et graveur ayant inventé le monotype
- Mattia Preti (italien, 1613-1699)
- Salvator Rosa (italien, 1613-1673)
- Carlo Dolci (italien, 1616-1686)
- Bartolomé Esteban Murillo (espagnol, 1617-1682), l'un des peintres espagnols les plus importants
- Juan de Valdes Leal (espagnol, 1622-1690)
- Pedro de Mena (espagnol, 1628-1688)
- Luca Giordano (italien, 1634-1705)
- Andrea Pozzo (italien, 1642-1709)
- Hans Adam Weissenkircher (en) (autrichien, 1646-1695)
- Johann Michael Rottmayr (autrichien, 1656-1730)

### Âge d'or de la peinture néerlandaise et peinture baroque flamande
- Roelant Savery (flamand né néerlandais, 1576-1639)
- Frans Snyders (flamand, 1578-1657), maître de la nature morte baroque de l'école d'Anvers
- Frans Hals (néerlandais, 1580-1666), l'un des plus importants portraitistes post-Renaissance
- Pieter Lastman (néerlandais, 1583-1633)
- Hendrick Terbrugghen (néerlandais, 1588-1629), caravagiste, peintre de genre réaliste
- Gerrit van Honthorst (néerlandais, 1590-1636)
- Wouter Crabeth II (néerlandais, 1594-1644)
- Dirck van Baburen (néerlandais, 1595-1624)
- Pieter de Grebber (néerlandais, 1600-1652)
- Matthias Stom (néerlandais, 1600-1652)
- Adriaen Brouwer (flamand. 1605-1638), notable pour ses peintures de genre de taverne
- Rembrandt (néerlandais, 1606-1669), le plus important portraitiste, l'un des plus importants graveurs
- Jan Lievens (néerlandais, 1607-1674)
- Jacob Adriaensz Backer (néerlandais, 1608-1651)
- Jan Davidsz de Heem (néerlandais, 1609-1683), peintre de nature morte de l'école d'Anvers
- David Teniers le Jeune (flamand, 1610-1690)
- Adriaen van Ostade (néerlandais, 1610-1685), spécialisé dans les scènes de genre paysannes, de l'école d'Haarlem
- Gerrit Dou (néerlandais, 1613-1675)
- Govert Flinck (néerlandais, 1615-1660)
- Ferdinand Bol (néerlandais, 1616-1680)
- Gerard Terborch (néerlandais, 1617-1681), peintre de genre de l'école d'Haarlem
- Willem Kalf (néerlandais, 1619-1693), notable pour ses natures mortes
- Albert Cuyp (néerlandais, 1620-1691), paysagiste de l'école de Dordrecht
- Jan Steen (néerlandais, 1625-1679), peintre de genre de taverne de l'école de Leyde
- Samuel van Hoogstraten (néerlandais, 1627-1678), peintre de genre
- Jan de Bray (néerlandais, 1627-1697)
- Jacob van Ruisdael (néerlandais, 1628-1682), paysage de l'école d'Haarlem
- Gabriel Metsu (néerlandais, 1629-1667), peintre de petites scènes de genre intimes
- Pieter de Hooch (néerlandais, 1629-1683), peintre de genre de l'école de Delft
- Johannes Vermeer (néerlandais, 1632-1675), peintre de genre de l'école de Delft
- Frans van Mieris l'Ancien (néerlandais, 1635-1681)
- Meindert Hobbema (néerlandais, 1638-1709)
- Aert de Gelder (néerlandais 1645-1727)
- Richard Brakenburgh (néerlandais, 1650-1702)
- Adriaen van der Werff (néerlandais, 1659-1722)
- Rachel Ruysch (néerlandais, 1664-1750), importante peintre de fleurs
- Cornelis Dusart (néerlandais, 1665-1704)

### Rococo
- Giovanni Battista Piazzetta (italien, 1682-1754)
- Jean-Antoine Watteau (français, 1684-1721), célèbre pour Le Pèlerinage à l'île de Cythère et pour ses fêtes galantes
- Giovanni Battista Pittoni ou Giambattista Pittoni (italien, 1687-1767), célèbre pour ses peintres de familles et enfants
- Giovanni Battista Tiepolo (italien, 1691-1770), célèbre pour ses fresques à la Résidence de Würzburg
- Canaletto (italien, 1697-1768), célèbre pour ses paysages de grand intérêt topographique et architectural
- Jean-Baptiste-Siméon Chardin (français, 1699-1779), important peintre de nature morte
- François Boucher (français, 1703-1770), a créé ka mythologie galante
- Giambattista Pittoni (italien, 1687-1767), célèbre pour ses peintures de famille sacrée et d'enfant
- Johann Georg Platzer (autrichien, 1704-1761)
- Pompeo Batoni (italien, 1708-1787)
- Francesco Guardi (italien, 1712-1793), école de Venise
- Martin Johann Schmidt (autrichien, 1718-1801), important peintre du baroque tardif
- Bernardo Bellotto (italien, 1720-1780), neveu de Canaletto, peintre de paysages urbains
- Franz Anton Maulbertsch (autrichien, 1724-1796)

### Peinture britannique

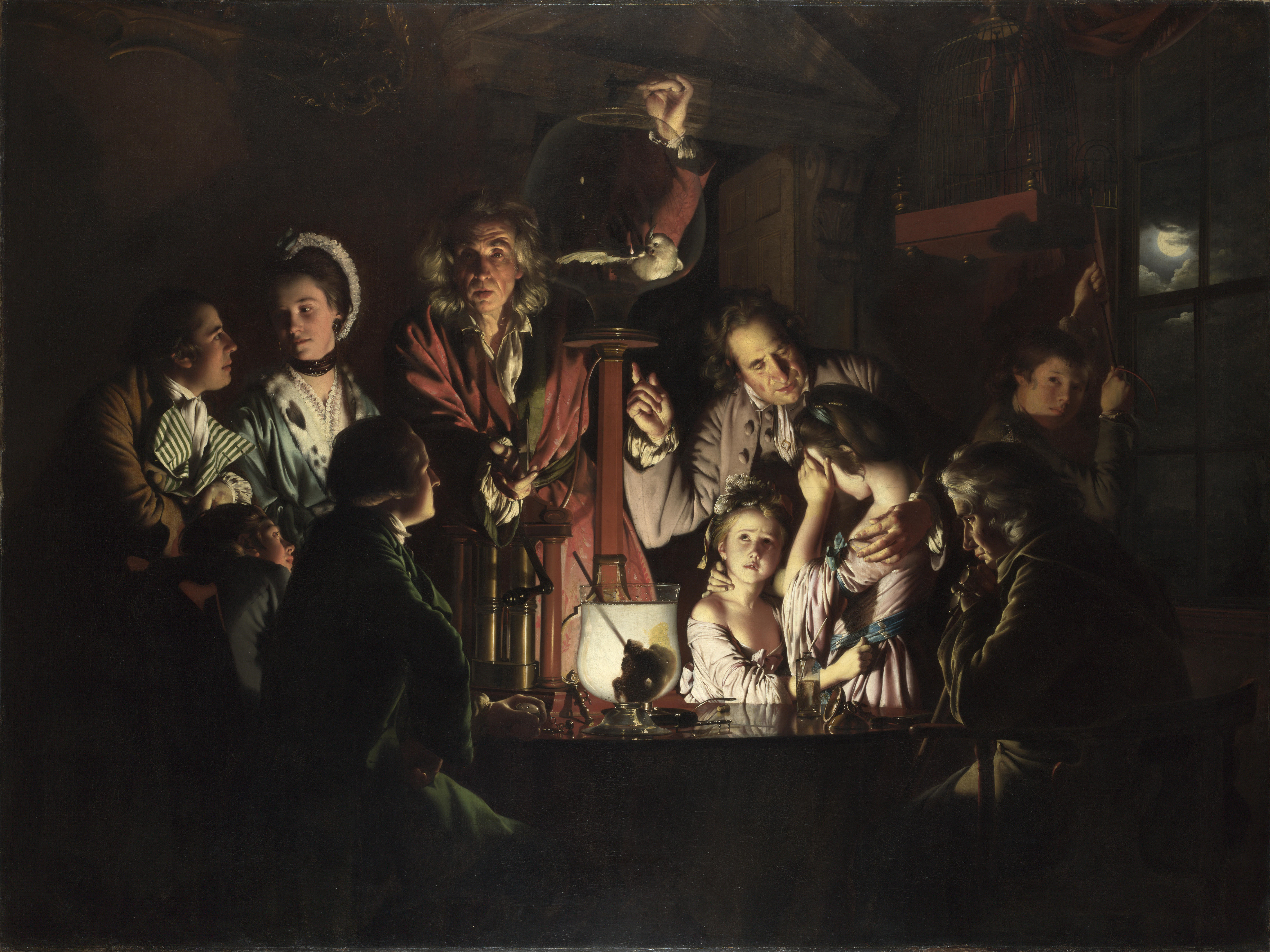
An Experiment on a Bird in the Air Pump, de Joseph Wright of Derby (1768).

- Nicholas Hilliard (1547-1619), important miniaturiste anglais
- George Jamesone (1587-1644), pionnier de la peinture écossaise
- William Dobson (1610–1646), portraitiste, pionnier de la peinture britannique
- John Michael Wright (1617-1694), portraitiste baroque écossais
- Peter Lely (1618-1680), célèbre portraitiste anglais d'origine néerlandaise
- Godfrey Kneller (1646-1723), portraitiste
- James Thornhill (1675?-1734)
- William Hogarth (1697-1764), peintre et graveur

## Conservation
Les collections les plus importantes d'œuvres des vieux maîtres sont conservés dans de nombreux musées d'Europe et du monde entier, tels que l'Alte Pinakothek de Munich, la Gemäldegalerie Alte Meister de Dresde et celle de Cassel en Allemagne et la National Gallery of Art de Washington aux États-Unis.

## Les vieux maîtres dans la culture
« Dans les bouges fumeux où pendent des jambons,

Des boudins bruns, des chandelles et des vessies,

Des grappes de poulets, des grappes de dindons,

D’énormes chapelets de volailles farcies,

Tachant de rose et blanc les coins du plafond noir,

En cercle, autour des mets entassés sur la table,

Qui saignent, la fourchette au flanc dans un tranchoir,

Tous ceux qu’auprès des brocs la goinfrerie attable,

Craesbeke, Brakenburgh, Teniers, Dusart, Brauwer,

Avec Steen, le plus gros, le plus ivrogne, au centre,

Sont réunis, menton gluant, gilet ouvert,

De rires plein la bouche et de lard plein le ventre. »

— Émile Verhaeren, « Les Vieux Maîtres » dans Poèmes,  1895.

### Filmographie
- (en) Old masters, de Francis Ames-Lewis, Tim Marlow et Peter Curran (DVD : Princeton, New Jersey, Films for the Humanities & Sciences, 2002).Producteurs et diffuseurs : TiFilms for the Humanities, BBC Worldwide Americas. Producteur de la série : Tim Carter. (OCLC 53070255)